# بيريفيرين
بيريفيرين هو النوع الثالث من بروتين الخيوط المتوسطة (إف) الذي يعبر عنه بشكل أساسي في الخلايا العصبية من الجهاز العصبي المحيطي. كما أنه يوجد في الخلايا العصبية في الجهاز العصبي المركزي الذي لديه إسقاطات نحو تراكيب محيطة، مثل الخلايا العصبية الحركية الشوكية. حجمه، تركيبه، وتسلسل / موقع الزخارف البروتينية مماثلة لبروتينات أخرى من النوع الثالث مثل ديسمين، فيمنتين وبروتين الحمضي الليفي الدبقي. مثل هذه البروتينات، بيريفيرين يستطيع تجميع نفسه ذاتيا ليشكل شبكات خيطية بوليميرية متجانسة (شبكات شكلت من جزيئين متطابقين من بيريفيرين بروتين)، لكن يمكن أن يكون أيضا مبلمر مختلف مع الخيوط العصبية في أنواع متعددة من الخلايا العصبية. يتم ترميز هذا البروتين في البشر بواسطة PRPH جين. يعتقد أن بيريفرين يلعب دورا في استطالة العملية العصبية( نيوريت) خلال مرحلة النمو وتجديد المحور العصبي بعد الإصابة، ولكن وظيفته الدقيقة غير معروفة. ويرتبط أيضا مع بعض الأمراض العصبية الرئيسية التي توصف بمرض التصلب الجانبي الضموري، ولكن على الرغم من البحوث المكثفة في كيفية مساهمة الخيوط العصبية والبيريفيرين في مرض التصلب الجانبي الضموري، دورهم في هذا المرض لا يزال مجهولا.

## التاريخ
بيريفيرين، سمي لأول مرة في عام 1984، عرف أيضا باسم 57 كيلو دالتون الخيط العصبي الوسطي قبل عام 1990. في عام 1987، بروتين عصوي شبكي محيطي متميز ثاني أعطي اسم بيريفيرين. للتمييز بين الاثنين، هذا البروتين الثاني يشير إلى بيريفيرين 2 أو بيريفيرين RDS(بطء انحلال الشبكية)لموقعه ودوره في مرض الشبكية.

## التركيب والخصائص
اكتشف بيريفيرين باعتباره خيط وسطي مهم في خطوط خلية الورم العصبي وخلايا ورم القواتم في الفأر. يتم تصنيفه عن طريق التركيب الجيني وتسلسل الكودون كنوع ثالث من بروتين إف لأنه يشبه بروتين الفيمنتين، GFAP والديسمين. جميع بروتينات إف تشترك في تركيب ثانوي مشهور يتكون من ثلاثة مجالات رئيسية، الأكثر حفظا منها هو المجال العصوي الحلزوني α المركزي. هذه اللفائف المركزية تغطى عن طريق مجالات الرأس الغير حلزوني (طرف-N) والذيل (طرف-c). نطاق العصوي α الحلزوني يحتوي على قطع متكررة من احماض أمينية تخاف الماء، بحيث البقايا الأولى والرابعة من كل مجموعة تحتوي سبعة أحماض أمينية عادة ما تكون غير قطبية. هذا التركيب المحدد يمكن اثنين من متعدد الببتيدات من الالتفاف معا وتشكيل «ختم يخاف الماء». العصي أيضا يحتوي على مكان معين من بقايا قاعدية وحمضية متبدلة، العديد منها متباعدة 4 أحماض أمينية. هذا التباعد هو الأمثل لتشكيل جسور ملحية أيونية، التي تعمل على استقرار العصي الحلزوني α من خلال تفاعلات السلاسل الداخلية. التحول من الجسور الملحية في السلاسل الداخلية إلى الارتباطات الأيونية للسلاسل الداخلية يساعد في تجميع إف عن طريق استخدام التفاعلات الكهروستاتيكية لتحقيق الاستقرار في جزيئين متطابقين من اللفائف الملفوفة. مناطق الرأس والذيل من بروتينات إف تختلف في الطول ومحتوى الحمض الأميني، مع وجود اختلافات أكبر في الطول تحدث في مناطق الذيل.
بيريفيرين، على عكس الكيراتين إف س، يمكنه تجميع نفسه ذاتيا والتواجد كبوليمر متجانس (هوموبوليمرز). كما يمكنه أن يكون بوليمر مختلف(هيتيروبوليمر) أو مشارك بالتجميع، مع بروتينات أخرى من النوع الثالث أو وحدة الخيط العصبي الخفيف (ان اف-ال) لتشكيل شبكات خيوط وسطية. بروتينات النوع الثالث مثل البيريفيرين يمكن أن تتواجد في حالات مختلفة داخل الخلية. هذه الحالات تشمل جزيئات غير خيطية التي تتحد معا لتشكل اف اس قصير، أو خيوط قصيرة (سكويغلز). هذه السكويغلز تتجمع مع بعضها البعض لتشكل اف اس طويل الذي يصنع شبكات الهيكل الخلوي. الدراسات على الشبكة المتلخصة في انتشار الخلايا الليفية وتمايز الخلايا العصبية تظهر أن الجزيئات تتحرك على طول الأنابيب الصغيرة في طريقة معتمدة على الكينيسين والداينين، مع استمرار الانتشار، الجزيئات تتبلمر لتشكل خيوط وسطية.
بالإضافة للانواع الرئيسية من بيريفيرين، 57 كيلو دالتون، هناك شكلين آخرين تم معرفتهم في الفأر : (per61)و (per56).كلا هذان البديلان تم صنعهم من عملية ربط بديلة. per61 تم صنعه من ادخال 32 حمض أميني داخل اللفائف 2b من النطاق العصوي الحلزوني α في بيريفيرين. per56 تم صنعه عن طريق مستقبل على اكسون رقم 9 في النسخة الأصلية لجين البيريفيرين الذي يعمل على انزياح واستبدال سلسلة من 21 حمض أميني في الطرف-c المتواجد على الشكل 57 السائد بسلسة من 8 أحماض أمينية جديدة. وظيفة هذين الشكلين البديلين من بيريفيرين غير معروفة. per 57 و 56 طبيعيا تعبيرهما مشترك، بينما per61 لا يوجد في التعبير الطبيعي لبيريفيرين في الخلايا العصبية الحركية الناضجة.

### التوزيع النسيجي
يتم النعبير عن بيريفيرين بشكل واسع في الجسم الخلوي والمحاور العصبية للخلايا العصبية في الجهاز العصبي المحيطي. هذه تشمل خلايا عصبية عقدية صغيرة الحجم، الخلايا العصبية الحركية والحسية في الأعصاب الدماغية، والخلايا العصبية اللارادية في العقد والجهاز العصبي المعوي. كما يتم التعبير عنه أيضا في الجهاز العصبي المركزي في مجموعة صغيرة من جذع الدماغ والخلايا العصبية للحبل الشوكي الذي لديه إسقاطات باتجاه تراكيب محيطة. بعض من هذه التراكيب يشمل نواة خلايا افرازية عصبية(magnocellular)المهادية، نواة كوليني، بعض النوى المخيخية وخلايا عصبية منتشرة في القشرة المخية. يتواجدوا أيضا في الخلايا العصبية القرنية البطنية، ومنطقتين في جذع الدماغ تسميان LTD وPPT. أظهرت المقارنة بين تعبير بيريفيرين في المهاد الخلفي والجانبي في الفأر أن هناك تعبير أعلى ستين ضعفا في المهاد الخلفي. هذا التعبير العالي بسبب وجود البيريفيرين في الخلايا العصبية الثدية الدرمية في المهاد الخلفي للفأر.

## الوظيفة
الخصائص المتنوعه للخيوط الوسيطة، بالمقارنة مع الأنابيب الصغيرة المحفوظة وبروتينات خيوط الاكتين، سوف تكون مسؤوولة عن أشكال جزيئية متميزة قي أنواع مختلفة من الخلايا. في الخلايا العصبية، على سبيل المثال، التعابير لأنواع مختلفة من اف اس تتعلق بالتغير في الشكل خلال مرحلة النمو. المراحل المبكرة من نمو الخلايا العصبية تتميز بنمو العصبونات والمحاور العصبية التي تساهم في شكل الخلايا الغير متماثل. خلال هذه التحولات في شكل الخلية، يتم تصنيع فقط الخيوط الوسيطة النوع الثالث متجانسة البوليمر، كتلك الموجودة في البيريفيرين. عندما تنضج الخلية العصبية، هذه ال اف اس النوع الثالث يتم استبدالها بنوع رابع أكثر تعقيدا من الخيوط العصبية لتوسيع قطر المحاور من أجل تحقيق سرعات طبيعية لإمكانات العمل.
الوظيفة الدقيقة لبيريفيرين غير معروفة. تعبير البيريفيرين في النمو يكون الأعلى خلال مرحلة نمو المحور العصبي ويقل بعد الولادة، الذي يدل على وظيفته في استطالة العملية العصبية(نيوريت)وتوجيه المحور العصبي خلال النمو. التعبير يزيد أيضا بعد اصابة المحور العصبي، مثل قطع المحور العصبي المحيطي في الخلايا العصبية الحركية والعقد الجذرية الظهرية. هذا التنظيم العالي يدل على أن بيريفيرين يلعب دور في تجديد المحور العصبي. ومع ذلك، التجارب التي تستخذم خلايا مستنفدة البيريفيرين PC12، وفأران مضروبة البيريفيرين تقدم دليل على أن الغالبية العظمى من الخلايا العصبية يكون البيريفيرين لديها ليس شرط لتوجيه المحور العصبي وإعادة النمو. خلايا PC12 التي تفتقر للبيريفيرين لم تظهر أي عيوب في نمو العملية العصبية (نيوريت) والفأران مضروبة البيريفيرين تطورت بشكل طبيعي بدون تشوهات تشريحية أو مظاهر مختلفة. في هذه التجارب، نقص البيريفيرين ينتج تنظيم عالي منα- إنتيرنيكسين، إشارة إلى أن هذا النوع الرابع من اف يعوض عن نقص البيريفيرين. الدراسات المستقبلية لفئران مضروبة بشكل مزدوج في جينات كل من بيريبرين و α- إنترنيكسين من الممكن ان تعالج هذه النظرية. ومع ذلك، من المثير للاهتمام أن نلاحظ بينما معظم الفئران مضروبة البيريفيرين تعرض نمو عصبي طبيعي، غيابه يؤثر على نمو مجموعة من المحاور العصبية الحسية التي لا تحتوي على غلاف المايلين. في مثل هذه الفئران، هناك 34٪ انخفاض في عدد الألياف الحسية التي لاتحتوي على غلاف المايلين L5 التي ترتبط مع انخفاض ليتين IB4.

## جين(PRPH)
السلسلة الكاملة لجينات بيريفيرين (PRPH )في الإنسان(بنك الجينات L14565)، الفئران (بنك الجينات M26232) والفأر (EMBL X59840) تم الإعلان عنها و الDNA التكميلي الذي تم وصفه حتى الآن هو لبيريفيرين في الجرذان، الفأر، وضفدع القيطم. استخدام فاحص ال DNA التكميلي في الفأر خلال التهجين الموضعي يسمح لPRPH جين بأن يأخذ له موقع على منطقة E-F في كروموسوم 15 في الفأر وعلى منطقة q12-q13 في كروموسوم12 في الإنسان.
التركيب العام لجين بيريفيرين هو تسعة اكسونات مفصولة بثمانية انترونات. هذا التكوين محفوظ بين ثلاثة أنواع معروفة من الثديات لديها ترميز معروف للبيريفيرين، وهي الإنسان، الجرذن والفأر. الاكسونات في سلسلة النيوكليوتيدات في الإنسان والجرذان هي متطابقة 90٪ وتنتج بروتين متوقع الذي يختلف فقط ب 18 فقط من 475 بقايا أحماض أمينية. أيضا المقارنة بين الإنترونات 1 و 2 أعطى تماثل عالي في القطع المحفوظة. المناطق المتناظرة 5' والسلاسل المنتظمة كانت متشابهة جدا وعامل نمو الأعصاب عنصر التنظيم السلبي، بروتين هوكس (انظر هوكس جين) موقع ربط، وعنصر الصدمة الحرارية تم إيجادهم في جميع جينات بيريفرين المعروفة.

### الآليات التنظيمية
عامل النمو العصبي يلعب دور مهم في تنظيم البيريفيرين. فهو يعمل كل من محفز نسخ ومنظم مابعد الترجمة لتعبير البيريفيرين في Pc15 والخلايا العصبية. آلية تنشيط تحفيز عامل النمو العصبي تحدث من خلال العناصر المرافقة 5' والسلاسل داخل الجين التي تشمل صندوق تاتا وعناصر ضد أخرى بالإضافة إلى الإحباط عند العنصر السلبي. الاشارات المحددة التي تنظم تعبير البيريفيرين داخل الخلية غير معروفة. يتم تنشيط نسخ جين البيريفيرين في كل من الخلايا العصبية الحسية الصغيرة والكبيرة الحجم في العقدة الجذرية الظهرية في حوالي اليوم أي 10، والحمض النووي الريبوزي الرسول يكون موجود في هذه الخلايا بعد اليوم الثاني ما بعد الولادة وخلال البلوغ.آلية مابعد النسخ تقلل كشف البيريفيرين في الخلايا صغيرة الحجم فقط، ومع ذلك سحق العمليات المحيطة في العقدة الجذرية الظهرية يسمح لكشف الحمض النووي الريبوزي الرسول والبيريفيرين في الخلايا كبيرة الحجم.
الخلويات الموالية للالتهابات، انترلوكين وعامل تثبيط سرطان الدم، يستطيعوا أيضا تحفيز تعبير البيريفيرين من خلال مسار الإشارة جاك-ستات. هذا التنظيم الفوقي المحدد مرتبط في تجديد الخلايا العصبية.

## الدور المحتمل في مرضية التصلب الجانبي الضموري
تجمعات الخيوط العصبية والبروتين هي سمة مرضى التصلب الجانبي الضموري، مرض انتكاس عصبي قاتل، متقدم. الكرويات، بشكل خاص، التي تكون تجمعات بروتينية للخيوط المتوسطة العصبية، تم إيجادها في مرضى التصلب الجانبي الضموري. تم إيجاد البيريفيرين بالاقتران مع بعض الخيوط العصبية في مثل هذه الكرويات في أمراض عصبية أخرى، وهذا يقترح أن بيريفيرين من الممكن أن يلعب دور في مرضية التصلب الجانبي الضموري.

### الربط البديل
تم تحديد ربط بديل في بيريفيرين مختلف في الفأر حيث يشمل انترون 4، منطقة تم ربطها من أشكال وفيرة من البيريفيرين. بسبب التغيرات في إطار القراءة، هذا الاختلاف يعمل على إنتاج الشكل الأكبر من بيريفيرين (بير61). في بيريفيرين الإنسان، تضمين انترون 3 و4، مناطق تم ربطها بشكل متشابه من أشكال بروتين البيريفيرين الوفيرة، ينتج في إيجاد بروتين بيريفيرين متقطع (بير 28). في كلا الحالتين، باستخدام جسم مضاد محدد لببتيد تم تشفيره من قبل مناطق الانترون سوف يعمل على تلوين التضمينات الخيطية لأنسجة التصلب الجانبي الضموري. هذه الدراسات تقترح أن مثل هذا الربط البديل سوف يلعب دور في المرض وسوف يقدم أنفسهم للمزيد من التحقيقات المستقبلية.

### الطفرات
تجارب درست التعبير العالي للبيريفيرين في الفأران اقترحت أن الطفرة في جين PRPH تلعب دور في مرضية التصلب الجانبي الضموري، مع دراسات أكثر حداثة تتحقق من انتشار مثل هذه الطفرات في الإنسان. رغم ن هناك العديد من المتغيرات متعددة الأشكال في وجود PRPH، هناك متغيران من PRPH تم مشاهدتها بشكل فريد في مرضى التصلب الجانبي الضموري، كل منهما يتكون من طفرة انزياح الإطار. في المتغير الأول، حذف زوج واحد من القاعدة في اكسون 1 في جين PRPH تم التنبؤ به في أنواع البيريفيرين التي تقطعت إلى 85 حمض أميني. هذا التقطيع له تأثير سلبي على قدرة شبكة الخيط العصبي على التجميع، مما يقترح أن الطفرات في PRPH تلعب دور في نسبة صغيرة على الأقل من حالات التصلب الجانبي الضموري في الإنسان.
المتغير الثاني يتكون من استبدال الحمض الأميني من اسباراتات إلى تيروسين نتيجة لطفرة نقطية واحدة في اكسون 1. هذا أيضا تم مشاهدة تأثيره السلبي على تجميع شبكة الخيط العصبي. الطفرات في جين الPRPH التي تم مشاهدتها في مرضية التصلب الجانبي الضموري تؤدي إلى تغير التركيب الثلاثي الأبعاد للبروتين. بناءا على ذلك، فإن بيريفيرين المتحول يعمل على تشكيل تجمعات بدل من شبكة الخيوط التي تتشكل عادة.

## أهمية سريرية أخرى
من الممكن أن يتم شمل بيريفيرين في علم أمراض داء السكري المعتمد على الانسولين(داء السكري النوع1) في الحيوانات، ومع ذلك، لا يوجد صلة مباشرة تم إيجاده في مرضى البشر.في نموذد لفأر غير بدين لديه سكري، تم إيجاد أن بيريفيرين معروف كمستضد ذاتي. مستنسخات خلايا ب المتفاعلة مع بيريفيرين تم إيجادها في المراحل المبكرة من هذا المرض. حيث أن بيريفيرين يتم التعبير عنه في كل من الجهاز العصبي المحيط، في الحيوانات الصغيرة، من قبل خلايا بيتا في البنكرياس، من المحتمل أن تدمير كل من عناصر الجهاز العصبي المحيط وخلايا بيتا في البنكرياس في داء السكري المعتمد على الانسولين هو بسبب الاستجابة المناعية لبيريفيرين المتفاعل ذاتيا.
بيريفيرين يلعب دور أيضا في التشخيص النهائي لمرض تضخم القولون الخلقي. المرضى المشتبه بوجود هذا المرض لديهم يخضعوا لخزعة من المستقيم للبحث عن وجود أو عدم وجود خلايا العقدة. ومع ذلك تحديد هذه الخلايا يمكن أن يكون صعبا للغاية، خاصة في الأطفال حديثي الولادة حيث الخلايا العقدية الغير ناضجة تختلط بسهولة مع الخلايا البطانية، نسيج اللحمة المتوسطm والخلايا الالتهابية. للمساعدة على التعرف عليها، تم تطوير طريقة تستهلك البيريفيرين واس-100 صبغ الكيمياء المناعية للمساعدة على النعرف على الخلايا العقدية في خزعات المستقيم.

## التطبيقات المحتملة
يجري حاليا التحقق من احتمال تضمين الخيوط الوسيطة مثل البيريفيرين في أمراض الانتكاس العصبي. يجري أيضا متابعة التفاعلات بين الخيوط الوسيطة والبروتينات الأخرى. تم مشاهدة أن بيريفيرين يرتبط ببروتين كايناز سي3، لتحفيز تجمعه وزيادة الموت المبرمج. من المحتمل أن يتم تنظيم هذا التجمع والموت المبرمج باستخدام الحمض النووري الريبوزي المتداخل الصغير وبروتين كايناز. تحديد مصدر وإمكانية حل تجمعات البروتين هو اتجاه واعد للعلاجات المحتملة.

## روابط خارجية
- Peripherin في المكتبة الوطنية الأمريكية للطب نظام فهرسة المواضيع الطبية (MeSH).